# WFC Peamount United
El Women's Football Club Peamount United es un club de fútbol femenino de la ciudad de Dublín,  es la rama femenina del Peamount United Football Club y juega en la Liga femenina de fútbol de Irlanda, máxima categoría del fútbol femenino en el país.
En la Liga de Campeones Femenina de la UEFA 2011-12 se convirtieron en el primer equipo de Irlanda, incluidos los equipos masculinos, en clasificar de su grupo para las fases eliminatorias de una competición europea.

## Historia
En 2011-2012 , junto con Shamrock Rovers, Castlebar Celtic, Cork Women's FC, Raheny United y Wexford Youths, Peamount United fueron miembros fundadores de la Women's National League. El Peamount United también fue el campeón inaugural de la liga, terminando con tres puntos de ventaja sobre el segundo clasificado Raheny United. Completaron un doblete de liga al ganar también la Copa WNL, derrotando al Shamrock Rovers 1-0 en la final. Stephanie Roche fue la máxima goleadora de la liga con 26 goles.
En 2013-14, mientras jugaba para el Peamount United contra Wexford Youths, Roche anotó un gol aclamado que se volvió viral en YouTube. El partido no fue televisado, pero el director del equipo, Eileen Gleeson, subió imágenes del gol a Internet. Más tarde ese mismo año, Stephanie Roche, James Rodríguez y Robin van Persie fueron finalistas del Premio Puskás 2014, al mejor gol del año. En la ceremonia de entrega de premios del FIFA Balón de Oro 2014 el 12 de enero de 2015, Roche terminó en segundo lugar detrás de Rodríguez.

## Torneos internacionales
Liga de Campeones Femenina de la UEFA
| Año     | Ronda                    | J | G | E | P | GF | GC |
| ------- | ------------------------ | - | - | - | - | -- | -- |
| 2011-12 | Dieciseisavos de final   | 5 | 2 | 0 | 3 | 12 | 7  |
| 2012-13 | Fase de grupos           | 3 | 2 | 0 | 1 | 9  | 4  |
| 2020-21 | Clasificación - 1.ª fase | 1 | 0 | 1 | 0 | 0  | 0  |
| Total   |                          | 9 | 4 | 1 | 4 | 21 | 11 |

## Palmarés
| Competición nacional                     | Títulos                   | Subcampeonatos               |
| ---------------------------------------- | ------------------------- | ---------------------------- |
| Liga femenina de fútbol de Irlanda (4/4) | 2011/12, 2019, 2020, 2023 | 2005, 2012/13, 2013/14, 2017 |
| Copa Femenina de Irlanda (2/4)           | 2010, 2020                | 2005, 2008, 2012, 2018, 2019 |
| WNL Cup (3/2)                            | 2011/12, 2012/13, 2018    | 2014/15, 2017                |